# Opus Dei (альбом)
Opus Dei (с лат. — «Дело Божие») — четвёртый студийный альбом словенской индастриал-группы Laibach, вышедший в 1987 году.
В списке песен присутствует кавер-версии двух песен: «One Vision» группы Queen и «Live is Life» австрийской поп-рок-группы Opus. «Live is Life» создана в двух вариантах: на немецком («Leben heißt Leben») и на английском. Также на CD-изданиях добавлены несколько песен из предыдущего альбома Baptism.

## Список композиций
1. «Leben heißt Leben» (Жизнь — это жизнь, Opus) — 5:28
2. «Geburt einer Nation» (Рождение нации, Queen) — 4:22
3. «Leben — Tod» (Жизнь — смерть, Laibach) — 3:58
4. «F.I.A.T.» (Laibach) — 5:13
5. «Opus Dei» (Дело Божье, Opus) — 5:04
6. «Trans-National» (Транс-национал, Laibach) — 4:28
7. «How the West Was Won» (Как был завоёван Запад, Laibach) — 4:26
8. «The Great Seal» (Большая государственная печать, Laibach) — 4:16

### Бонусные треки Laibach
1. «Herz-Felde» (Херцфельд) — 4:46
2. «Jägerspiel» (Игры охотников) — 7:23
3. «Koža» (Кожа) — 3:51
4. «Krst» (Крещение) — 5:39

- «State of Art: the new Slovene Avant Garde» (2004). Northwest Film Forum and Scala House, program for exhibit November 18-November 24, 2004 at Northwest Film Forum, Seattle.